# Apisit Khuankwai
Apisit Khuankwai (thailändisch อภิสิทธิ์ ขวนขวาย, * 30. März 1990), auch als Bank bekannt, ist ein thailändischer Fußballspieler.

## Karriere
Apisit Khuankwai stand bis Ende 2015 bei Air Force Central in Bangkok unter Vertrag. Der Verein spielte in der ersten Liga des Landes, der Thai Premier League. Wo er vorher gespielt hat, ist unbekannt. Für die Air Force absolvierte er 17 Erstligaspiele. Ende 2014 stieg die Air Force in die zweite Liga ab. Nach dem Abstieg verließ er den Verein und schloss sich Anfang 2015 dem Zweitligisten Angthong FC aus Angthong an. Hier unterschrieb er einen Zweijahresvertrag. 2018 nahm ihn der Erstligist Ubon UMT United aus Ubon Ratchathani unter Vertrag. Für Ubon spielte er in der Hinrunde neunmal in der ersten Liga, der Thai League. Ab der Rückrunde 2018 spielte er für den Zweitligisten Nongbua Pitchaya FC aus Nong Bua Lamphu. 2020 wechselte er zum Zweitligaaufsteiger Khon Kaen United FC nach Khon Kaen. In der Saison 2020/21 wurde er mit Khon Kaen Tabellenvierter und qualifizierte sich für die Aufstiegsspiele zur ersten Liga. Hier konnte man sich im Endspiel gegen den Nakhon Pathom United FC durchsetzen und stieg somit in die zweite Liga auf. Nach insgesamt 54 Ligaeinsätzen wurde sein Vertrag im Sommer 2023 nicht verlängert. Im Juni 2023 nahm ihn der Erstligaabsteiger Nakhon Ratchasima FC unter Vertrag. Am Ende der Saison 2023/24 feierte er mit dem Verein aus Nakhon Ratchasima die Meisterschaft der zweiten Liga sowie den direkten Wiederaufstieg in die erste Liga. Nach dem Aufstieg wurde sein Vertrag nicht verlängert. Im Juni 2024 verpflichtete ihn der Zweitligaaufsteiger Bangkok FC. Nach einer Spielzeit, in der er 21 Zweitligaspiele bestritt, wechselte er zum Drittligisten Samut Sakhon City FC. Mit dem Verein aus Samut Sakhon spielt er in der Western Region der Liga.

## Erfolge
Nakhon Ratchasima FC
- Thailändischer Zweitligameister: 2023/24  ▲